# 션 (여자 가수)
션(본명: 김수연, 2003년 1월 28일~)은 대한민국의 여성 가수이며 현재 미스틱스토리 소속 걸그룹 Billlie의 멤버이다. 2021년 11월 27일에 데뷔했으며 그룹에서 메인 댄서와 리드 래퍼를 맡고 있다.

## 경력

### 걸스플래닛999
2021년 8월, 현재 소속사인 미스틱스토리의 연습생으로 걸스플래닛999 : 소녀대전에 출연했다. 최종 순위 10위를 기록하며 케플러 멤버로 데뷔하지 못했다.

### Billlie
2021년 11월 19일 미스틱스토리는 김수연이 빌리 (Billlie)에 새 멤버로 합류하여 션(SHEON)이라는 예명으로 활동한다고 발표했다.

## 영화 및 TV 작품

### 버라이어티 쇼
| 날짜 | TV 방송국/플랫폼 | 프로그램        | 비고            |
| ---- | ---------------- | --------------- | --------------- |
| 2021 | 엠넷             | 걸스 플래닛 999 | 참가자 (1-12화) |